# Alvdals kyrka
Alvdals kyrka är en träkyrka i Alvdal i Innlandet fylke, Norge. Kyrkan är ritad av Christian H. Grosch och invigdes 1861.

## Fotogalleri

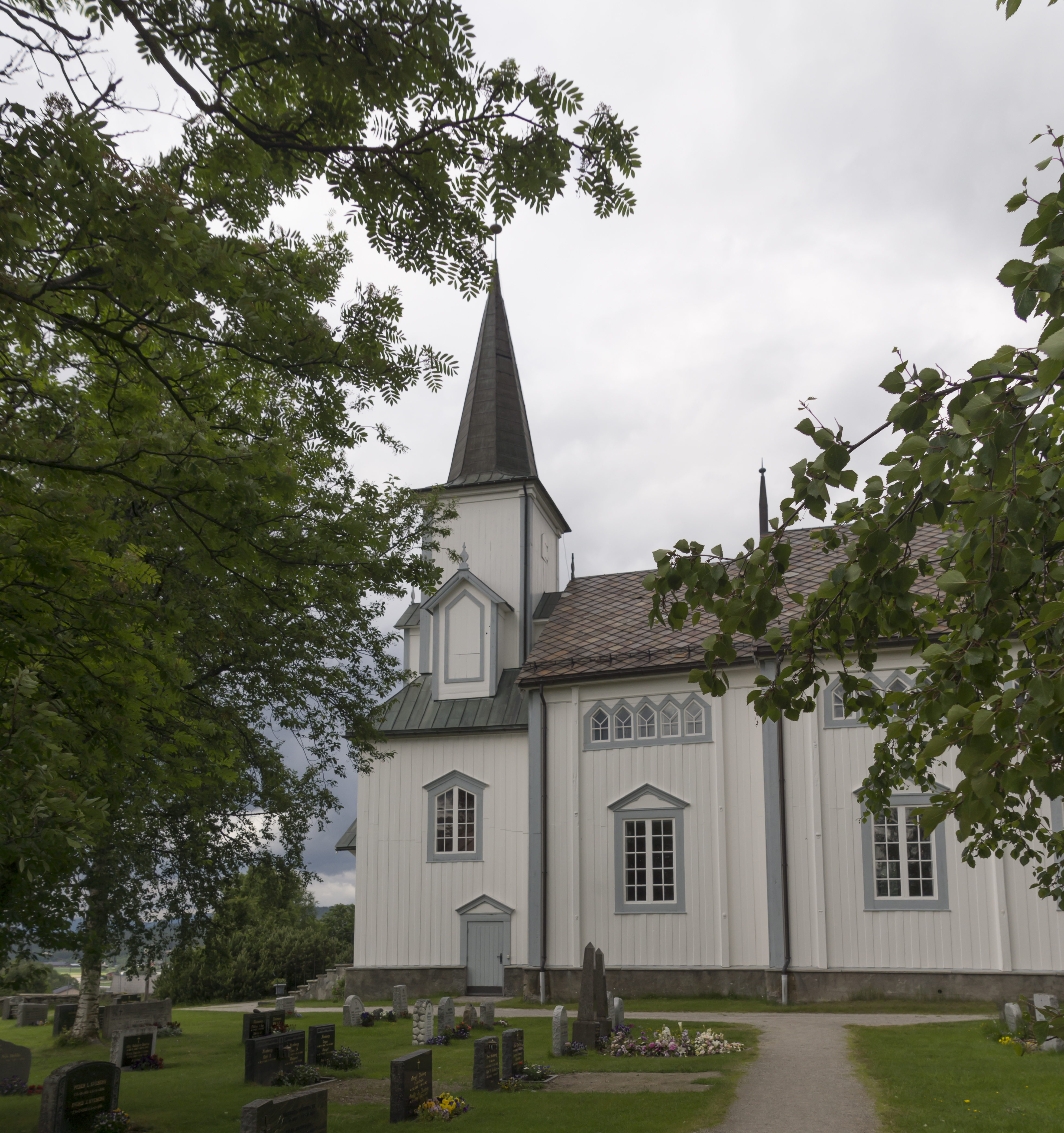
Alvdals kyrka 2013
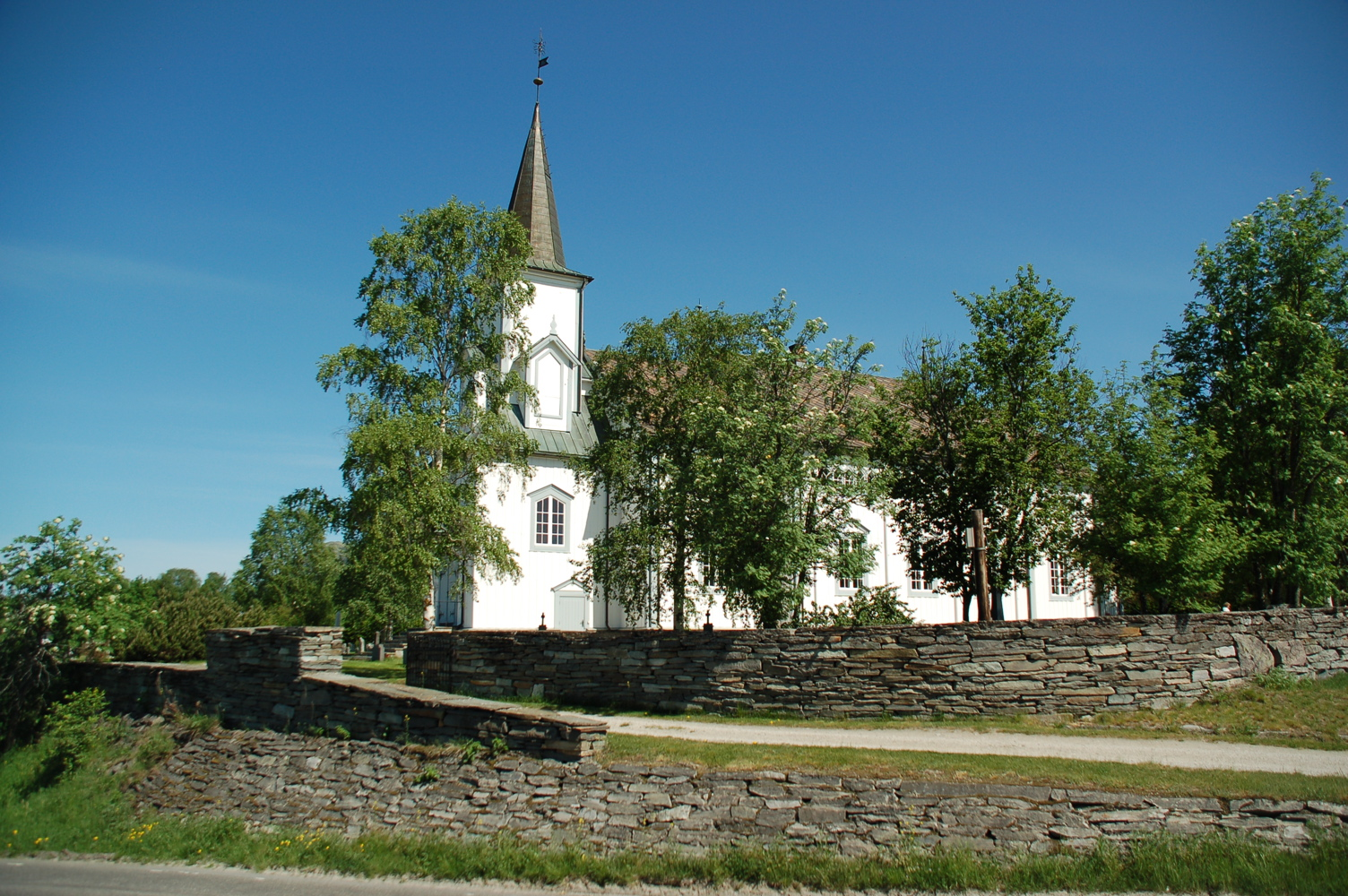
Alvdals kyrka
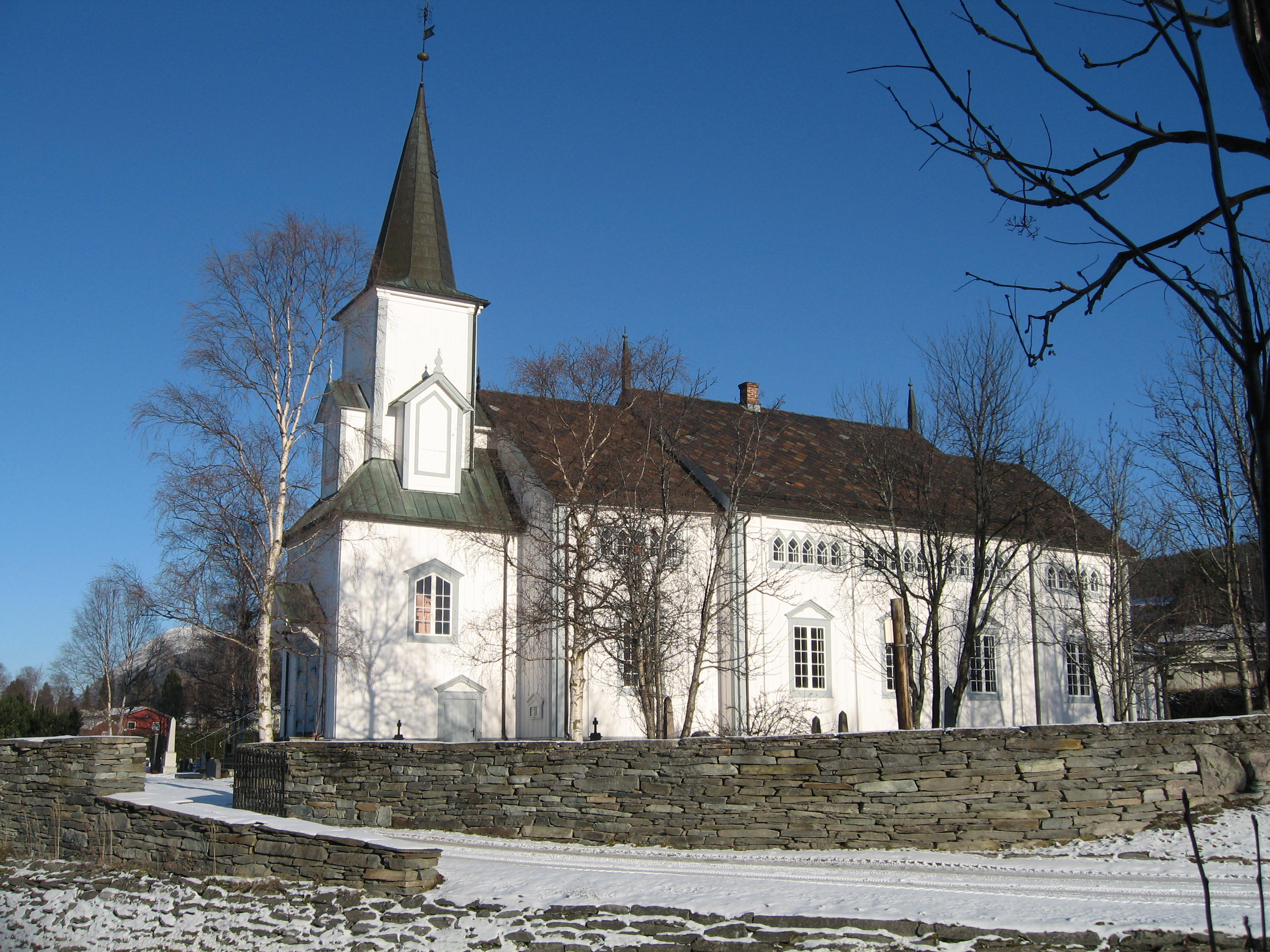
Alvdals kyrka